# Tiream
Tiream (Mezőterem en hongrois, Wiesenfeld en allemand) est une commune roumaine du județ de Satu Mare, dans la région historique de Transylvanie et dans la région de développement du Nord-Ouest.

## Géographie
La commune de Tiream est située dans le sud-ouest du județ, dans la plaine de Carei, à 8 km au sud de Carei et à 42 km au sud-ouest de Satu Mare, le chef-lieu du județ.
La municipalité est composée des trois villages suivants (population en 2002) :
- Portița (233) ;
- Tiream (1 615), siège de la municipalité ;
- Vezendiu (535).

## Histoire
La première mention écrite du village de Tiream date de 1215, Vezendiu est mentionné en 1262 et Portița en 1270.
La commune, qui appartenait au royaume de Hongrie, faisait partie de la principauté de Transylvanie et elle en a donc suivi l'histoire. Durant le XVIIIe siècle, les Károlyi, auxquels elle appartient encouragent l'installation de colons germanophones d'origine souabe.
Après le compromis de 1867 entre Autrichiens et Hongrois de l'empire d'Autriche, la principauté de Transylvanie disparaît et, en 1876, le royaume de Hongrie est partagé en comitats. Tiream intègre le comitat de Szatmár (Szatmár vármegye).
À la fin de la Première Guerre mondiale, l'Empire austro-hongrois disparaît et la commune rejoint la Grande Roumanie au traité de Trianon. De 1920 à 1940, la commune est rattachée au județ de Sălaj, dont le chef-lieu était Zalău.
En 1940, à la suite du deuxième arbitrage de Vienne, elle est annexée par la Hongrie jusqu'en 1944. En 1945, 295 habitants d'origine allemande sont déportés en URSS. Elle réintègre la Roumanie après la Seconde Guerre mondiale au traité de Paris en 1947.
De 1950 à 1968, Tiream appartient à la région de Baia Mare, ce n'est qu'en 1968, lors de la réorganisation administrative du pays qu'elle est intégrée au județ de Satu Mare auquel elle appartient de nos jours.

## Politique
Le conseil municipal de Tiream compte 11 sièges de conseillers municipaux. À l'issue des élections municipales de juin 2008, Gabor Fezer (Forum démocratique des Allemands de Roumanie) a été élu maire de la commune.
| Parti                                                | Nombre de conseillers |
| ---------------------------------------------------- | --------------------- |
| Forum démocratique des Allemands de Roumanie         | 5                     |
| Parti national libéral (PNL)                         | 2                     |
| Union démocrate magyare de Roumanie (UDMR)           | 2                     |
| Parti démocrate-libéral (PD-L)                       | 1                     |
| Parti de la Nouvelle Génération - Chrétien-démocrate | 1                     |

## Religions
En 2002, la composition religieuse de la commune était la suivante :
- Chrétiens orthodoxes, 48,89 % ;
- Catholiques romains, 45,20 % ;
- Réformés, 2,84 % ;
- Grecs-Catholiques, 2,20 %.

## Démographie
En 1910, à l'époque austro-hongroise, la commune comptait 2 045 Hongrois (53,63 %), 1 744 Roumains (45,74 %) et 12 Allemands (0,31 %).
En 1930, on dénombrait 2 123 Roumains (57,99 %), 1 379 Allemands (37,67 %), 84 Hongrois (2,29 %) et 64 Tsiganes (1,75 %).
En 1956, après la Seconde Guerre mondiale, 2 041 Roumains (53,99 %) côtoyaient 1 652 Hongrois (43,70 %), 3 Allemands (0,08 %) et 84 Tsiganes (2,22 %).
En 2002, la commune comptait 1 138 Roumains (48,26 %), 694 Hongrois (29,43 %), 332 Allemands (14,07 %) et 190 Tsiganes (8,05 %). On comptait à cette date 1 310 ménages et 970 logements.
| 1880  | 1890  | 1900  | 1910  | 1920  | 1930  | 1941  | 1956  | 1966  |
| ----- | ----- | ----- | ----- | ----- | ----- | ----- | ----- | ----- |
| 2 905 | 3 202 | 3 488 | 3 813 | 3 646 | 3 661 | 3 768 | 3 780 | 3 641 |

| 1977  | 1992  | 2002  | 2007  | - | - | - | - | - |
| ----- | ----- | ----- | ----- | - | - | - | - | - |
| 3 114 | 2 489 | 2 358 | 2 298 | - | - | - | - | - |

## Économie
L'économie de la commune repose sur l'agriculture.

## Communications

### Routes
Tiream est située sur la route régionale DJ108N qui la relie à Carei au nord et à Vezendiu, Portița et Andrid au sud.

### Voies ferrées
Tiream est desservie par la ligne des chemins de fer roumains (Căile Ferate Române) Carei-Tășnad-Jibou.

## Lieux et monuments
- Tiream, église orthodoxe datant de 1770[9].
- Tiream, église catholique romaine de l'Exaltation de la Croix (Înălțarea Sniței Cruci) datant de 1859[9].
- Tiream, chapelle catholique romaine datant de 1890[9].
- Tiream, église réformée datant de 1777[10].
- Portița, église orthodoxe datant de 1864[9].
- Portița, monastère orthodoxe achevé en 1994[9].
- Vezendiu, église orthodoxe datant de 1700, classée monument historique[9].